# Fodor Lajos (vegyészmérnök)
Fodor Lajos (Temesvár, 1943. június 18. –) erdélyi magyar vegyészmérnök, tudományos kutató, feltaláló, kémiai szakíró, közíró.

## Életútja, munkássága
Középiskolai tanulmányait szülővárosában, Temesváron végezte. Tanára, Salló Ervin, figyelmét a kémia fele irányította, s 1966-ban diplomát szerzett a Temesvári Politechnikai Intézet vegyészmérnöki szakán. Kihelyezését a Kolozsvári Terapia gyógyszergyárba kapta, de itt nem vették fel. Pályáját Marosvásárhelyen, az Azomures vegyipari kombinátban kezdte, váltásmérnökként. 1968 és 1988 között a kutató osztály vezetője, irányítása alatt épült Románia egyik legmodernebb finomvegyszer kisüzeme fotóvegyszerek gyártására. 1988-ban kivándorolt az Amerikai Egyesült Államokba, ahol az I.E. DuPont de Nemours cég kutató osztályán dolgozott 2006-os nyugdíjba vonulásáig.
Munkássága kezdetén az ammónia gyártási technológiájával, illetve annak modernizálásával foglalkozott. Első szabadalmát egy új típusú ammónia szintézistoronyról 1972-ben hagyták jóvá. Szakdolgozatait a Revista de Chimie közli. 1978 és 1996 között a fotóvegyszerek fejlesztésével, valamint új cserzőanyagok kidolgozásával foglalkozott. Hozzájárulása a zselatin imidazolium típusú cserzőanyagainak kifejlesztéséhez, illetve azok működésének megértéséhez jelentősek. Mintegy 23 szabadalom és konferencia szakdolgozat foglalja össze munkásságának eredményeit a fotóvegyszerek terén.
Munkássága utolsó tíz évében az általa vezetett csoport a ciklohexanol/ciklohexanon üzemek modernizálásával, illetve optimizálásával foglalkozott. Főbb eredményeit 10 szabadalom tartalmazza.
Hozzászólásai a mindennapi élet kérdéseihez, valamint útleírásai A Hét, Népújság, Kanadai/Amerikai Magyarság, valamint az Utikalauz.hu portálon jelentek meg.

## Munkái
- Katalizátorok a modern kémiában. Dacia-Kolozsvár 1976